# Christl Cranz
Christl Franziska Antonia Cranz-Borchers, född Crantz 1 juli 1914 i Bryssel, död 28 september 2004 i Oberstaufen-Steibis, var en tysk alpin skidåkare. Cranz dominerade utförsåkningen bland damer på 1930-talet och tog hela 12 VM-guld (samt tre ytterligare VM-medaljer) mellan 1934 och 1939. Hon vann även kombinationstävlingen vid OS 1936.
Cranz föddes i Bryssel men efter första världskrigets utbrott flydde hennes familj från Belgien till Traifelberg i närheten av Reutlingen i Tyskland. Det var där hon lärde sig åka skidor och vann sin första tävling som nioåring. Med sina 12 guld- och 3 silvermedaljer är hon den åkare som vunnit flest medaljer i historien i Världsmästerskapen i alpin skidsport.
Vid OS 1936 vann hon kombinationstävlingen efter att ha legat 19 sekunder efter ledande norskan Laila Schou Nilsen efter störtloppet men efter två bra slalomåk vann hon guldet.